# 氟化亚汞
氟化亚汞是汞元素与氟元素形成的无机化合物，化学式为Hg2F2。它是一种黄色立方晶体，受到光线照射时会变黑。

## 反应
氟化亚汞可由碳酸亚汞与氢氟酸反应制得。它与水接触立即水解，产生液态的汞、氧化汞和氢氟酸。
Hg2CO3 + 2 HF → Hg2F2 + CO2↑ + H2O
Hg2F2 + H2O → Hg + HgO + 2HF
它还可由氟化钠与硝酸亚汞反应，或氯化亚汞与氟化钠反应，或用稀氢氟酸溶解氧化亚汞制得。
2NaF + Hg2(NO3)2 → Hg2F2 + 2NaNO3
2NaF + Hg2Cl2 → Hg2F2 + 2NaCl
Hg2O + 2HF → Hg2F2 + H2O
氟化亚汞是一种较弱的氟化剂，它的反应活性与氟化银接近，进行氟化反应时需要存在碘单质以进行催化。它在Swarts反应中可用作将卤代烷转化为氟代烷：
2 R-X + Hg2F2 → 2 R-F + Hg2X2
其中 X = Cl、Br、I

## 结构
与其他含有直线型X-Hg-Hg-X单元的亚汞化合物一样，Hg2F2含有直线型的FHg2F单元，Hg-Hg键的键长为251 pm（Hg-Hg键在金属中为300 pm），Hg-F键的键长则为214 pm。每个汞原子总体的配位几何是八面体的，因为它除了最近的氟原子以外，还与其他四个氟原子相距272 pm。这种化合物的化学式通常写成[Hg22+]·2F−。